# Les Peintures
Les Peintures egy francia település Gironde megyében az Aquitania régióban. Lakosainak száma 1633 fő (2022. január 1.).

## Adminisztráció
Polgármesterek:
- 2008–2020 Jacques Mesplède (PS)

## Demográfia
| Lakosok száma | 1038 | 1080 | 1118 | 1440 | 1562 | 1577 | 1583 | 1622 | 1634 | 1633 |
|               | 1968 | 1982 | 1990 | 2006 | 2013 | 2015 | 2017 | 2019 | 2020 | 2022 |